# Bernd Händel

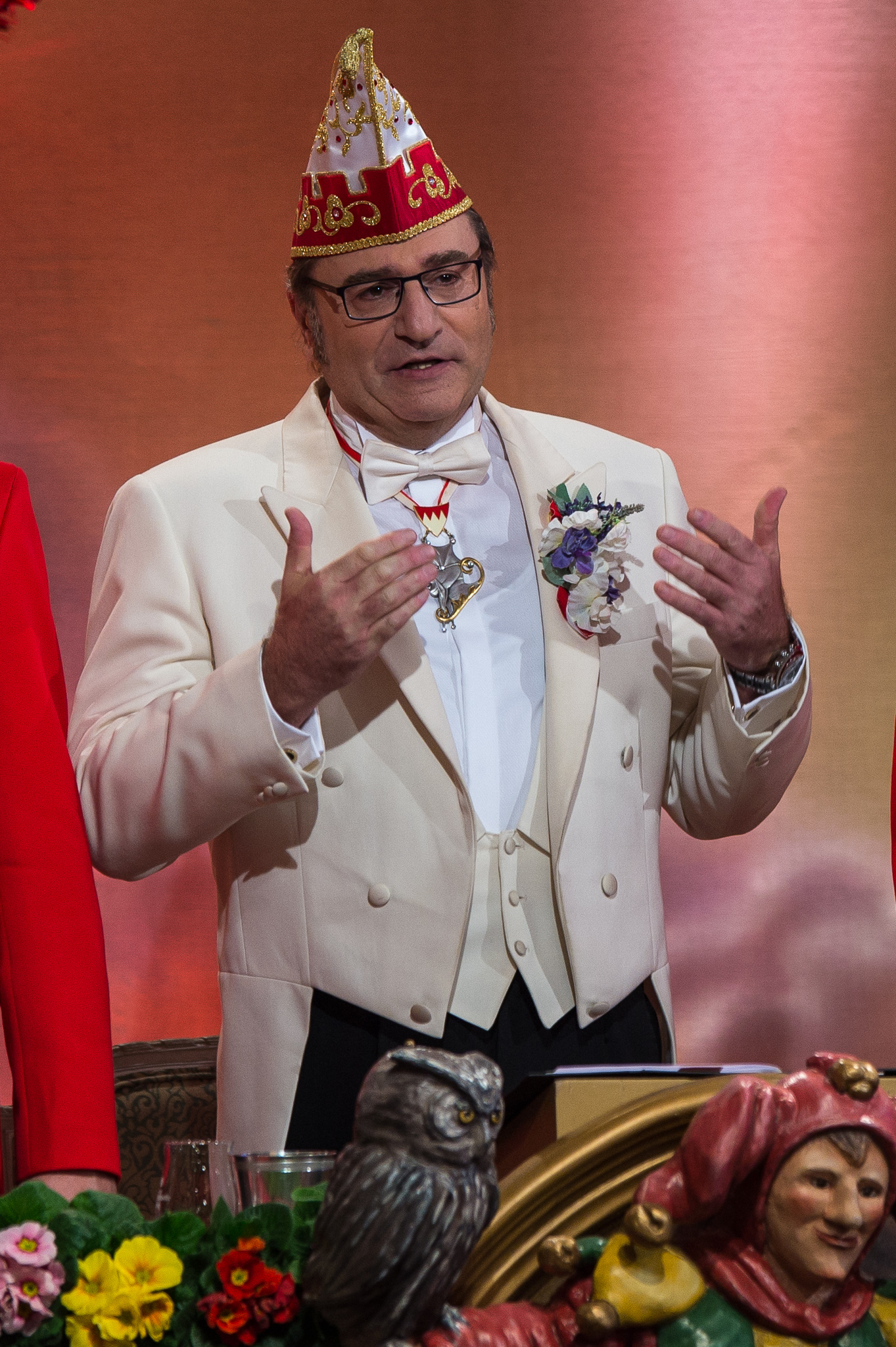
Bernd Händel – Fastnacht in Franken 2016

Bernhard John Händel (* 29. Oktober 1956 in Nürnberg) ist ein deutscher Büttenredner, Stimmenimitator, Moderator und Entertainer. Von 2006 bis 2021 war er Sitzungspräsident der Fernsehprunksitzung Fastnacht in Franken.

## Werdegang
Bernd Händel ist der Sohn von Willi Händel, der gemeinsam mit Karl Vogt zwischen 1958 und 1988 als fränkisches Mundartduo Peterlesboum sehr populär war. Seit 1974 steht der ausgebildete Groß- und Außenhandelskaufmann Bernd Händel auf der Bühne. Zunächst begann seine Laufbahn als Künstler bei der Karnevalsgesellschaft KK Buchnesia Nürnberg, deren Sitzungspräsident er von 1978 bis 1993 war. Durch seine Fähigkeit der Nachahmung von deutschen Dialekten fand er dann zur Parodie und präsentierte 1982 sein erstes kleines Parodieprogramm „Die Bonner Runde“. Damit betrat er einen Weg, den er 1988 schließlich zum Beruf machte und der ihn durch ganz Deutschland führen sollte. In der Fernsehprunksitzung Fastnacht in Franken trat er unter anderem mit seiner Paraderolle „Silvester Capone“ auf.
2006 löste Händel den langjährigen Moderator von Fastnacht in Franken Detlef Wagenthaler ab, der nach 14 Jahren aus gesundheitlichen Gründen zurücktrat. Bernd Händel wurde einstimmig aus 30 Kandidaten durch den Bayerischen Rundfunk – Studio Franken und den Fastnacht-Verband Franken gewählt. Das Amt als Sitzungspräsident führte er bis 2021, außerdem war er von 2010 bis 2014 Moderator der Sendung Kabarett aus Franken.
Bernd Händel ist auch als Sprecher für Funk- und Werbespots in deutschen Tonstudios tätig.
Als Stimmenimitator gehören alle großen Politiker von Willy Brandt über Franz Josef Strauß bis hin zu Gerhard Schröder und Edmund Stoiber zu seinem Repertoire. Insgesamt beherrscht er über 30 Stimmen, unter denen sich auch Hans Moser befindet.

## Ehrungen
- 2016: Goldene Nürnberger Trichter der Nürnberger Trichter Karnevalsgesellschaft e.V. 1909
- 2019: Bayerischer Verdienstorden